# Una bomba llamada Abelardo
Una bomba llamada Abelardo es una obra de teatro de Alfonso Paso, estrenada en 1953.

## Sinopsis
De clara inspiración en el legado de Enrique Jardiel Poncela, como reconoció el propio autor, la obra es una sátira de un tipo de personaje muy español: El individuo de interior zafio y vulgar que, sin embargo, pretende pasar por persona refinada y culta.

## Representaciones destacadas
- Estreno en el Teatro María Guerrero de Madrid por la Compañía del Teatro Popular Universitario, el 6 de mayo de 1953, con dirección de Gustavo Pérez Puig y con Juanjo Menéndez al frente del cartel.

- El 23 de mayo de 1969 se emitió una versión para Televisión española, dentro del espacio La risa española, con los siguientes intérpretes: Fernando Guillén, Mariano Ozores, Nuria Carresi, Pedro Porcel, Paco Morán y Josefina Serratosa.